# Флёра
Флёра́ (фр. Fleurat) — коммуна во Франции, находится в регионе Лимузен. Департамент коммуны — Крёз. Входит в состав кантона Ле-Гран-Бур. Округ коммуны — Гере.
Код INSEE коммуны — 23082.

## Население
Население коммуны на 2010 год составляло 281 человек.
| 1962 | 1968 | 1975 | 1982 | 1990 | 1999 | 2010 |
| ---- | ---- | ---- | ---- | ---- | ---- | ---- |
| 347  | 316  | 281  | 253  | 255  | 273  | 281  |

## Экономика
В 2010 году среди 182 человек трудоспособного возраста (15—64 лет) 132 были экономически активными, 50 — неактивными (показатель активности — 72,5 %, в 1999 году было 72,8 %). Из 132 активных жителей работали 120 человек (66 мужчин и 54 женщины), безработных было 12 (9 мужчин и 3 женщины). Среди 50 неактивных 12 человек были учениками или студентами, 18 — пенсионерами, 20 были неактивными по другим причинам.

## Персоналии
- Жюль Марузо — французский языковед и латинист.